# 엉클 (드라마)
《엉클》은 2021년 12월 11일부터 2022년 1월 30일까지 방송되었던 TV조선 토일 드라마였다.

## 기획 의도
준비되지 못한 미성숙한 애정결핍의 어른 아이가 그들만의 리그, 그들만이 살아야 하는 세상 로열스테이트의 노골적인 차별 속 조카를 지켜내기 위해 고군분투하는 삼촌의 모습을 담는 드라마

## 제작진

### 제작사
- 하이그라운드
- 몬스터유니온

### 극본
- 박지숙 : KBS 2TV 드라마시티 《제주도 푸른 밤》(집필), KBS 2TV 드라마시티 《연애》(집필), MBC MBC 베스트극장 《후》(집필), KBS 2TV 특집 드라마 《도망자 이두용》(집필), KBS 1TV TV 문학관 《봄, 봄봄》(집필), KBS 1TV 일일 드라마 《집으로 가는 길》(공동집필), MBC 수목 드라마 《히어로》(집필), KBS 2TV KBS 드라마 스페셜 연작 시리즈 《특별수사대 MSS》(집필), KBS 1TV TV 문학관 《사랑방 손님과어머니》(집필), KBS 2TV KBS 드라마 스페셜 연작 시리즈 《강철본색》(집필), MBC 수목 드라마 《내 생애 봄날》(집필) 집필

### 연출
- 지영수 : 영화 《트라이앵글》, KBS 2TV 월화 드라마 《오!필승 봉순영》(연출), KBS 2TV 월화 드라마 《안녕하세요 하느님》(공동 연출), KBS 2TV 월화 드라마 《꽃 찾으러 왔단다》(공동 연출), KBS 2TV 수목 드라마 《아가씨를 부탁해》(연출), KBS 2TV 월화 드라마 《빅맨》(연출), JTBC 금토 드라마 《순정에 반하다》(연출), tvN 토일 드라마 《나인룸》연출
- 성도준 : KBS 2TV 월화 드라마 《구름계단》(공동 연출), SBS 월화 드라마 《사랑해》(공동 연출), SBS 수목 드라마 《워킹맘》(공동 연출), SBS 주말 특별기획 드라마 《스타일》(공동 연출), MBC 수목 드라마 《넌 내게 반했어》(제작 총괄, 공동 연출), tvN 일일 드라마 《유리가면》(연출), tvN 일일 드라마 《가족의 비밀》(연출), tvN 드라마 스테이지 2019 《진추하가 돌아왔다》(연출), 영화 《위시유》(극본, 연출) 연출

## 등장 인물

### 주요 인물
- 오정세 : 왕준혁 (35세) 역 - 제이킹, 지후의 삼촌.

애정 결핍 루저 뮤지션. 무명 뮤지션이었던 아버지로부터 재능을 물려받았다. 오랜 세월 도전했던 서바이벌 오디션 프로그램에서 최종 우승을 해 상금 1억을 거머쥐나, 누나가 그 돈을 가지고 잠적하는 바람에 데뷔가 무산되어 버린다.
음악밖에 재능이 없던 준혁은 10년 모은 돈을 친구에게 사기당하고, 멸치잡이 배를 타면서도 꿈을 포기하지 않는다. 그러던 어느 날 잘 사는 줄 알았던 누나가 조카를 데리고 이혼했다는 연락을 받게 되는데...
- 전혜진 : 왕준희 (38세) 역 - 지후의 어머니

애 딸린 알코올중독 이혼녀, 12년 만에 이혼 후 지후와 함께 집단 차별주의가 만연한 성작구의 임대아파트로 이사를 오게 된다. 로얄 아파트 사람들의 끊임없는 손가락질과 수군거림, 지후를 찾아내 양육권을 빼앗으려는 시어머니와 전남편을 피해 갑옷 없이 전진해야 하는 준희.
지금 준희는 절박하게 도와줄 사람이 필요했고, 준희가 부탁할 사람이라곤 본인 때문에 꿈도 인생도 빼앗긴 동생 준혁뿐이었다.
- 이경훈 : 민지후 (12세) 역 - 준희의 아들, 준혁의 조카.

부유했으나 불행한 가정환경과 불균형한 어른들 틈에서 자라나 눈치코치 백 단이 되어버린 아이. 많은 규칙과 학대로 혼돈과 불안의 어린 시절을 보내 강박증과 불안증을 시달리는 지후에게 음악만이 탈출구였다. 지후를 조였던 할머니로부터 도망친 뒤 많이 이상한 외삼촌과 지내게 되어 당혹스러운데...
이기심으로 가득한 어른들의 세상에서 안전장치라고는 부족한 삼촌 뿐인 지후가, 다른 아이들처럼 평범해지고 싶다는 꿈을 이룰 수 있을까?
- 박선영 : 박혜령 (42세) 역 - 로얄 맘블리 다이아몬드

성작구 발전의 표상인 로얄 스테이트 내 맘클럽인 맘블리의 회장 다이아몬드, 완벽한 외모, 우아하고 고상한 애티튜드와 카리스마까지 탑재해 동네 모든 맘들의 존경과 신뢰, 선망과 추종을 받는 동네 여왕벌. 하지만 그녀에게 밉보이면 누구든 망하게 하는 로얄 스테이트의 지배자와 다름없는 권력자.
- 이상우 : 주경일 (42세) 역 - 육아대디

로얄 스테이트 40평대 거주 중인 사별남이자 노을의 아버지, 키 크고 성격 좋고 잘생기고 매너 좋고 인기도 많은데 스캔들도 없다. 딱히 튀지 않고 젠틀하게 사람들과 거리를 두었다가, 임대로 이사 온 지후네 가족들과 가까워지며 적극적으로 준혁을 도와 맘들의 원성을 산다.
- 이시원 : 송화음 (29세) 역 - 초등학교 선생님

제이킹의 유일한 팬, 아이들과 소통하는 것을 즐기며 주입식 공부보다는 자기 주도 학습을 이끌어 맘블리들의 블랙리스트에 오른 열정 가득 선생님. 과거에 팬이었던 준혁의 재기와 성공을 위해 물심양면으로 돕는다.

### 혜령의 주변인물
- 최규리 : 신채영 (18세) 역 - 혜령의 딸

당돌하고 적극적인 혜령의 딸, 늘 엄마가 시키는 게 옳다고 믿었고, 성적까지 뛰어나 혜령의 야망에 기름을 부었다. 영재고에 입학하는데 성공한, 성작구의 교육의 아이콘.
- 고경민 : 신민기 (12세) 역 - 혜령의 아들

맘블리 다이아몬드의 아들이라는 특혜를 톡톡히 누리고 있는 추종자 많은 인기 학생, 지후가 전학오기 전까지는 포악함이나 영악함을 잘 숨기고 있었으나, 지후가 자신이 좋아하는 소담과 가까워지자 대놓고 지후를 괴롭히기 시작한다.

### 경일의 주변인물
- 윤해빈 : 주노을 (12세) 역 - 경일의 딸

시니컬한 꼬마독설가, 무뚝뚝하고 말수도 적으며 체격도 크고 운동을 즐겨한다. 가까운 친구도 없고, 먼 친구도 없지만 하자가 많아 보이는 지후를 챙기며 둘도 없는 베프가 된다.

### 로얄 맘블리
- 황우슬혜 : 김유라 (38세) 역 - 로얄 맘블리 골드, 혜령의 오른팔.

어릴 때부터 눈에 띄는 외모로 어딜 가나 예쁨 받고 환영받았던 모태 여신이자 로얄 맘블리 클럽의 얼굴마담. 성형외과 의사인 남편과 그림처럼 예쁜 딸 소담의 엄마로 혜령 다음가는 추앙과 동경을 받고 있지만 남들은 모르는 그녀만의 아픈 사정이 있는데...
눈에 띄는 외모로 어딜 가나 환영받는 모태 여신으로 박혜령 다음 가는 추양과 동경을 받는다.
- 김하연 : 예소담 (12세) 역 - 유라의 딸

긴 머리에 호리호리한 몸매와 큰 눈, 인형 같은 외모의 소녀. 성격도 밝고 상냥하며 쾌활해 모두에게 인기가 있다. 당차고 당돌해, 하고 싶은 일과 말은 꼭 하는 편이며 정의롭기까지 하다.
- 정수영 : 천다정 (38세) 역 - 로얄 맘블리 골드, 혜령의 왼팔.

골드맘 중 유일한 전세 거주자이며 바람둥이 남편 때문에 골머리를 앓는 중이다. 혜령의 눈에 들어 온갖 나쁜 짓을 자발적으로 나서서 하는 로맘 해결사. 혜령에게 과하게 충성하며, 혜령을 제외한 모두에게 군림하는 것으로 스트레스를 푼다.
- 박시완 : 박세찬 (12세) 역 - 다정의 아들

다정의 당부로 민기와 베프가 되어 수족으로 기꺼이 이용당한다, 천성이 약하다기보단 엄마가 시키는대로 마마보이과.
- 송아경 : 오현주 (38세) 역 - 로얄 맘블리 골드
- 이나은 : 정수진 (38세) 역 - 로얄 맘블리 골드

### 지후 본가
- 송옥숙 : 신화자 (62세) 역 - 지후의 할머니

제3 금융의 선두주자인 기업의 회장, 손자 하나 잘 가르쳐 3대째에는 졸부 소리 안 듣고 명예를 얻는 것이 목표. 밖으로는 아동 및 사회사업과 기부 등을 하며 이미지를 바꾸려고 애쓴다. 그런데 하찮은 며느리가 지후를 데리고 야반도주를 하자 죽여버리겠다는 각오로 찾아 다닌다.
- 윤희석 : 민경수 (40세) 역 - 지후의 아버지

결혼했거나 말았거나 끝도 없이 바람과 말썽을 피우고 해결은 엄마가 하는 허랑방탕한 양아치 쓰레기. 그러던 어느 날, 준희가 지후를 데리고 야반도주를 하자 폭주한다.
- 배그린 : 김영아 (33세) 역 - 경수의 내연녀

몸 망가질까봐 애는 낳기 싫은데 엄마는 되고 싶어서 유부남인 경수를 골랐다, 준희는 못 해냈던 재벌가 며느리 노릇 하면서 지후를 이 집안의 빼어난 후계자로 키우는 게 목표다.

### Hot Bar
- 안석환 : 장익 (62세) 역 - Bar 운영, 연주의 아버지.

한때 풍미했던 비주얼계 정통 록밴드 "트로이카"의 드러머. 글램록과 서브컬쳐의 신봉자로 종종 크로스드레서로 분장하는 것을 즐긴다. 언제나 너그럽고 여유 있으며 편견도 없다. 겉으로는 준혁을 한심하게 생각하면서도 곧잘 도와주며, 홀로 키운 연주를 끔찍하게 여기는 딸바보.
- 장희령 : 장연주 (29세) 역 - 홍대 여신, 기타리스트.

요정처럼 깜찍하기도 하고 때로는 밤의 여신처럼 화려하기도 한 팔색조 미녀. 즐겁고 행복하게 사는 것이 모토인 아빠의 영향을 받았다. 준혁이 떠난 사이 주노와 연애를 하면서도, 돌아온 준혁이 화음과 가까워지자 질투도 하고 조언도 하는 종잡을 수 없는 스타일.
- 최승윤 : 손주노 (35세) 역 - 베이시스트

취미로 음악을 하는 피부과 의사이자, 연주의 새 남자친구. 공부와 음악 외에는 대부분이 간접 경험인지라 책과 TV와 영화에서 본 행동 감정으로 상황에 대처해 다소 엉뚱하고 유치하다. 준혁과 시시때때로 유치한 신경전을 하는 연적.

### 기타 인물
- 김민철 : 장도경 (20세) 역 - 로얄 스테이트, 특히 지후 집 주변을 떠돌고 있는 미스테리한 인물.
- 미상 : 장 여사 (62세) 역 - 가사도우미

화자가 한창 흥할 즈음 이 집에 들어와 경수를 키우고 집안일을 도맡아 했다, 버는 돈의 전부를 부모님과 동생들에게 보내 가장 노릇을 하느라 혼기도 놓쳐 혼자다. 준희와 지후를 딸과 손자처럼 대했고, 화자의 눈을 피해 둘의 도피를 적극 돕는다.
- 김승욱 : 황근영 역 - 성작구 국회의원

지역구 출신도 아니고 초선 후보였음에도 혜령의 덕을 톡톡히 보며 당선된 이후, 혜령과의 공생관계를 유지하고 있으며, 집값 상승과 더불어 성작구의 발전을 이루는 중. 재선을 목표로, 성작구의 실세인 혜령의 요구를 충족시켜주며 맘들의 표심을 얻고 있다.
- 정수빈 : 민지후 (20세) 역
- 곽지유
- 미상 : 김유라의 남편 역
- 미상 : 학부모들 역
- 미상 : 주유소 직원 역
- 미상 : 태권도 관장 역
- 미상 : 경찰관 역
- 미상 : 기자들 역
- 미상 : 경호원 역
- 미상 : 교장 역
- 미상 : 의문의 남자 역
- 장주연: 경일의 아내 역
- 정지순: 변 이사 역
- 미상: 매니저 역
- 미상: 응급실 의사 역
- 미상: 아동학대 전담 공무원 역
- 미상: 괴한들 역

### 특별출연
- 최수영 : 톱스타 역
- 조수빈 : 토크쇼 사회자 역
- 정원중 : 멸치잡이배 선장 역

## 시청률
최저 시청률과 최고 시청률은 시청률 조사회사와 지역별로 시청률에 차이가 있을 수 있습니다.
| 2021년 | 2021년    | 2021년         | 2021년       | 2021년 |
| 회차   | 방송일    | AGB 시청률     | AGB 시청률   |        |
| 회차   | 방송일    | 대한민국(전국) | 서울(수도권) |        |
| ------ | --------- | -------------- | ------------ | ------ |
| 1      | 12월 11일 | 2.13%          | -            |        |
| 1      | 12월 11일 | 2.351%         | -            |        |
| 3      | 12월 12일 | 2.29%          | 2.529%       |        |
| 3      | 12월 12일 | 2.754%         | -            |        |
| 3      | 12월 18일 | 3.952%         | 4.477%       |        |
| 3      | 12월 18일 | 5.039%         | 5.567%       |        |
| 4      | 12월 19일 | 3.731%         | 3.298%       |        |
| 4      | 12월 19일 | 4.403%         | 3.729%       |        |
| 5      | 12월 25일 | 4.600%         | 5.047%       |        |
| 5      | 12월 25일 | 5.562%         | 5.787%       |        |
| 6      | 12월 26일 | 3.878%         | 4.226%       |        |
| 6      | 12월 26일 | 4.351%         | 4.309%       |        |
| 2022년 |           |                |              |        |
| 7      | 1월 1일   | 5.132%         | 6.020%       |        |
| 7      | 1월 1일   | 5.785%         | 6.490%       |        |
| 8      | 1월 2일   | 5.201%         | 5.671%       |        |
| 8      | 1월 2일   | 6.300%         | 6.571%       |        |
| 9      | 1월 8일   | 6.372%         | 5.516%       |        |
| 9      | 1월 8일   | 7.926%         | 8.351%       |        |
| 10     | 1월 9일   | 5.638%         | 5.754%       |        |
| 10     | 1월 9일   | 6.970%         | 7.542%       |        |
| 11     | 1월 15일  | 5.958%         | 6.517%       |        |
| 11     | 1월 15일  | 7.279%         | 7.350%       |        |
| 12     | 1월 16일  | 6.922%         | 7.819%       |        |
| 12     | 1월 16일  | 8.341%         | 9.484%       |        |
| 13     | 1월 22일  | 6.624%         | 6.983%       |        |
| 13     | 1월 22일  | 8.856%         | 9.489%       |        |
| 14     | 1월 23일  | 7.481%         | 8.365%       |        |
| 14     | 1월 23일  | 9.329%         | 10.456%      |        |
| 15     | 1월 29일  | 6.513%         | 7.246%       |        |
| 15     | 1월 29일  | 8.399%         | 8.902%       |        |
| 16     | 1월 30일  | 6.829%         | 7.041%       |        |
| 16     | 1월 30일  | 7.775%         | 8.308%       |        |

## 참고 사항
- 김승욱, 김하연은 KBS 1TV 일일 드라마 《누가 뭐래도》 이후 1년 만에 재회하여 캐스팅 되었다.
- 김승욱, 지영수 PD는 KBS 2TV 수목 드라마 《오! 필승 봉순영》, KBS 2TV 수목 드라마 《아가씨를 부탁해》에 이어 세 번째로 재회하여 합류하였다.
- 이상우, 박지숙 작가는 KBS 1TV 일일 드라마 《집으로 가는 길》 이후 12년 만에 재회하여 캐스팅 되었다.
- 안석환, 배그린은 MBC 아침 드라마 《내 손을 잡아》 이후 8년 만에 재회하여 캐스팅 되었다.
- 이시원, 정수영은 KBS 2TV 월화 드라마 《후아유 - 학교 2015》 이후 6년 만에 재회하여 캐스팅 되었다.